# Clytus schurmanni
Clytus schurmanni är en skalbaggsart som beskrevs av Gianfranco Sama 1996. Clytus schurmanni ingår i släktet Clytus och familjen långhorningar. Inga underarter finns listade i Catalogue of Life.